# Kajuhova nagrada
Kajuhova nagrada je bila v letih 1960–1990 nagrada zavoda Borec za dela, ki so preteklo leto izšla pri tej založbi. Od leta 1982 so nagrado podeljevali skupaj z založbo Partizanska knjiga. Ime nosi po slovenskem pesniku in narodnem heroju Karlu Destovniku s partizanskim imenom Kajuh. Nagrade so podeljevali z namenom, da bi narodnoosvobodilna vojna v slovenski književnosti dobila večji poudarek. Spodbujale so pisatelje, pesnike, zgodovinarje in druge umetnike za ustvarjanje del s tematiko narodnoosvobodilne vojne. 

## Nagrajenci
| Leto | Nagrajenci |
| ---- | --- |
| 1960 | Karel Grabeljšek za roman Most (COBISS) |
| 1961 | Za to leto ni podatka o podelitvi nagrad |
| 1962 | Ciril Zlobec za roman Moška leta našega otroštva (COBISS) |
| 1963 | Alojz Srebotnjak za Requiem za talca (COBISS) - 2. nagrada |
| 1964 | Za to leto ni podatka o podelitvi nagrad |
| 1965 | Venceslav Winkler za mladinsko povest Šesti mora ostati (COBISS) Nada Gaborovič za kratko prozo Seženj do neba (COBISS) Lojze Krakar za zbirko poezij Umrite, mrtvi (COBISS) |
| 1966 | Za to leto ni podatka o podelitvi nagrad |
| 1967 | Za to leto ni podatka o podelitvi nagrad |
| 1968 | Ivo Zorman za roman Čez dvajset let bo vse drugače (COBISS) |
| 1969 | Za to leto ni podatka o podelitvi nagrad |
| 1970 | V tem letu se je žirija odločila, da zaradi razmeroma majhnega števila predloženih del Kajuhovih nagrad ne podeli. Predlagana dela bodo v razmisleku za nagrado prihodnje leto. |
| 1971 | Uredniški odbor zbornika Slovenke v narodnoosvobodilnem boju (COBISS) - 1. nagrada Alojz Ravbar za knjigo Zakaj je padla španska republika (COBISS) - 1. nagrada Vinko Trinkaus za roman Črna dolina (COBISS) - 2. nagrada Jože Vidic za zgodbe Beg z morišča (COBISS) - 3. nagrada Nagrade za opremo knjige: Matjaž Vipotnik za Pokol v Novem Sadu (COBISS) Zdravko Vatovec za Požgane slovenske vasi (COBISS) Ernest Krnaič za Roparski zaklad (COBISS)                                                                                    |
| 1972 | Za to leto ni podatka o podelitvi nagrad |
| 1973 | Ivo Zorman za roman Draga moja Iza (COBISS) Jože Vidic za zbirko Zločin pri Lenartu (COBISS) Črtomir Šinkovec za pesniško zbirko Rovaš Srca Nagrada za opremo knjige: Matjaž Vipotnik za knjigo Sv. Urh (COBISS) Nagrada za oblikovanje knjige: Judita Škalar za knjigo Lačni, toda pogumni (COBISS) |
| 1974 | 1. nagrada ni bil podeljena Matevž Hace za romansirane spomine Prijatelji in znanci (COBISS) - 2. nagrada Tone Ožbolt za knjigo Dežela Petra Klepca (COBISS) - 3. nagrada Nagrade za oblikovanje knjig: Metka Krašovec in Vladimir Lakovič Nagrada za mladinsko ilustracijo: Jelka Reichman |
| 1975 | Nagrada za opremo knjige: Matjaž Vipotnik za Gamsi na plaz (COBISS) in Dežela Petra Klepca (COBISS) |
| 1976 | Milan Apih, Radovan Gobec, Rafael Ajlec in Radoslav Hrovatin za zbirko revolucionarnih pesmi narodov vsega sveta Vstanite sužnji (COBISS) - 1. nagrada France Šuštaršič za roman Trg lakote (COBISS) - 2. nagrada Tone Ferenc za dokumentarno delo o delovanju protifašistične organizacije TIGR - 2. nagrada Anonimni avtor knjige Na begu - 2. nagrada Vida Lasič za dokumentarno knjigo Radijska tehnika v službi narodnoosvobodilnega gibanja - 3. nagrada Nagrada za opremo knjige: Metka Krašovec za knjigo Zaklenjena samota (COBISS) |
| 1977 | Alenka Nedog za znanstveno obdelavo razvoja ljudskofrontnega gibanja na Slovenskem v letih 1935-1941 - 1. nagrada Ivan Sulič – Iztok za knjigo pričevanj Rafali za svobodo (COBISS) - 2. nagrada |
| 1978 | Jože Vidic za knjigi Sedem krst za Ronkarjevo družino (COBISS) in Po sledovih črne roke (COBISS) |
| 1979 | Skupina avtorjev za Vodnik po partizanskih poteh (COBISS) Miha Klinar za Novembrsko balado 1944 (COBISS) Janez Povše za monodramo Izvolite tovariš Marjan |
| 1980 | Karel Grabeljšek za vrsto mladinskih knjig Janez Gradišnik za knjigo Plamenica (COBISS) Nagrada za spominsko delo Aleksander Valič za pripoved Frontniki (COBISS) Janez Vipotnik za knjigo Ledina (COBISS) |
| 1981 | Marjanca Jemec Božič za ilustracije v več mladinskih knjigah Boris Mlakar za knjigo Domobranstvo na primorskem (COBISS) Stane Šinkovec za študijo Dachauskega zbornika. France Filipič za zbornik Poglavja iz revolucionarnega boja jugoslovanskih komunistov v letih 1919-1941 (COBISS) Po mnenju žirije je bil izbor literarnih del prešibek, da bi zanj podelili nagrado. |
| 1982 | Za to leto ni podatka o podelitvi nagrad |
| 1983 | Lojze Žabkar za pesniško zbirko Brevir moj v travi (COBISS) Matjaž Schmidt za ilustracije v knjigi Špelce (COBISS) |
| 1984 | Lado Ambrožič za knjigo Petnajsta divizija (COBISS) in dotedanji tovrstni opus Ivo Zorman za Izbrano mladinsko delo in dotedanji tovrstni opus Tone Ferenc za knjigo Primorska pred vseljudsko vstajo 1943 (COBISS) Božidar Jezernik za delo Boj za obstanek (COBISS) Niko Grafenauer za pesniško zbirko skrivnosti (COBISS) Ciril Cvetko za monografijo Marjan Kozina (COBISS) Janez J. Švajncer za roman Čuden dan v Bukevci (COBISS) Miha Vipotnik za likovno oblikovanje in ilustracije v knjigah obeh založb                            |
| 1985 | Rudolf Hribernik – Svarun za kroniko narodnoosvobodilnih dogajanj Opredelitev (COBISS) Jože Javoršek za knjigo Lili Novy (COBISS) Vladimir Kavčič za roman Ko nebo zažari (COBISS) Uredniški odbor dela Zbornik dokumentov in podatkov sanitetne službe NOV na Slovenskem 1941-1945 (COBISS) |
| 1986 | Za to leto ni podatka o podelitvi nagrad |
| 1987 | Franc Črnugelj – Zorko za dokumentarno delo Na zahodnih mejah – 1943 Feri Lainšček za roman Raza (COBISS) Tone Pavček za mladinsko pesniško zibrko Prave (in neprave) pesmi (COBISS) Marija Lucija Stupica za ilustracije v knjigo Majhnica in Katrca Škrateljca (COBISS) Zmago Šmitek za delo Klic daljnih svetov (COBISS) Branko Šoemen za pripoved Koncert za samoto (COBISS) |
| 1988 | Marjan Tomšič za knjigo Ti pa kar greš (COBISS) |
| 1989 | Andrej Brvar in slikar Zmago Jeraj za mladinsko ilustrirano knjigo Mala Odiseja (COBISS) Igor Cvetko za etnomuzikološko monografijo Jest sem Vodovnikov Juri (COBISS) Niko Košir za partizansko spominsko prozo Mojih šeststošestnajst partizanskih dni (COBISS) Janko Perat za roman Krokarjeva jesen (COBISS) |
| 1990 | Mate Dolenc za mladinsko pripoved Strupena Brigita (COBISS) Ivo Zorman za roman V znamenju tehtnice (COBISS) Zdravko Klanjšček za delo Pregled narodnoosvobodilne vojne 1941-1945 na Slovenskem (COBISS) Silvester Kopriva za delo Ljubljana skozi čas (COBISS) Vlado Valenčič za knjigo Zgodovina ljubljanskih uličnih imen (COBISS) |